# Hexomyza paederiae
Hexomyza paederiae är en tvåvingeart som beskrevs av Mitsuhiro Sasakawa 1954. Hexomyza paederiae ingår i släktet Hexomyza och familjen minerarflugor. Inga underarter finns listade i Catalogue of Life.